# 公元前14世纪国家领导人列表
公元前14世纪（前1400年—前1301年）世界各国领导人列表。

## 非洲

### 古埃及
- 新王國時期第十八王朝（列表）－

- 阿蒙霍特普二世，法老，前1425年－前1398年
- 图特摩斯四世，法老，前1398年－前1388年
- 阿蒙霍特普三世，法老，前1388年－前1350年
- 阿肯那顿，法老，前1351年－前1334年
- 斯門卡瑞，法老，前1335年－前1334年
- 內弗內弗魯阿頓，摄政，前1334年－前1332年
- 图坦卡蒙，法老，前1332年－前1323年
- 阿伊，法老，前1323年－前1319年
- 霍朗赫布，法老，前1319年－前1292年

## 西亚

### 亚述
- 古亚述时期

- 亚述贝尔尼谢舒，国王（前1398年-前1390年，约前1407年－前1399年，短年表）
- 亚述里姆尼谢舒，国王（约前1398年－前1391年，短年表）
- 亚述纳迪纳赫二世，国王（前1390年－前1380年，约前1390年－前1381年，短年表）

- 中亚述时期

- 伊里巴阿达德一世，国王（前1392年－前1366年；约前1380年－前1353年，短年表）
- 阿淑尔乌巴里特一世，国王（前1365年－前1330年；约前1353年－前1318年，短年表）
- 恩利尔尼拉里，国王（前1330年－前1319年；约前1317年－前1308年，短年表）
- 阿里克-登-伊利，国王（前1319年－前1308年；约前1307年－前1296年，短年表）

### 巴比伦尼亚
- 加喜特王朝（巴比伦第三王朝）

- 阿贡三世，国王（ ？）
- 卡拉因达什
- 卡达什曼·哈尔伯一世，国王（ ？）
- 库瑞噶尔祖一世，国王（ ？）
- 卡达什曼·恩利尔一世，国王（约前1374年–前1360年）
- 布尔那布瑞亚什二世，国王（约前1359年–前1333年）
- Kara-hardash，国王（约前1333年）
- Nazi-Bugash或Shuzigash，国王（约前1333年）
- 库瑞噶尔祖二世，国王（约前1332年–前1308年）
- 那兹·玛鲁塔什，国王（约前1307年－前1282年）

### 埃兰
- 吉蒂努埃德王朝

- Shalla, 国王（ ？）
- Temti-Ahar, 国王（约前1370年– ？）

- 伊吉尔基德王朝

- Ata-Halki, 国王（ ？）
- Attar-Kittah I, 国王（ ？）
- 伊吉尔基, 国王（ ？）
- Pahir-Ishshan I，国王（约前1390年– ？）
- Kidin-Hutran I，国王（ ？）
- Attar-Kittah II，国王（ ？）
- Humban-Numena I，国王（约前1370年– ？）
- Untash-Napirisha或Untash-Humban, 国王（约前1340年– ？）
- Kidin-Hutran II，国王（ ？）

### 赫梯
- 赫梯新王国

- 图特哈里一世，国王（ ？）
- 哈图西里二世，国王（ ？）
- 图特哈里二世，国王（约前1360年－前1344年，短年表）
- 阿尔努万一世，国王（ ？）
- 图特哈里三世，国王（前1380年－前1370年）
- 苏庇路里乌玛一世，国王（前1370年－前1330年或前1358年－前1323年；前1344年－前1322年，短年表）
- 阿尔努万二世，国王（前1330年或前1323年 - 前1322年；前1322年－前1321年，短年表）
- 穆尔西里二世，国王（前1330年－前1295年或前1322年－前1285年；前1321年－前1295年，短年表）

### 推罗
- Phoenix，国王， ？

### 米坦尼
- 阿尔塔塔马一世
- 舒塔尔那二世
- 阿尔塔舒玛拉
- 图什拉塔（约前1350年，短年表）
- 阿尔塔塔玛二世
- 舒塔尔那三世

### 乌加里特
- Ammittamru I, 国王（约前1350年）
- Niqmaddu II, 国王（约前1349年－前1315年）
- Arhalba, 国王（约前1315年－前1313年）
- Niqmepa, 国王（约前1313年－前1260年）

## 东亚

### 中国
- 商朝：

- 仲丁，约前1401年－约前1391年
- 外壬，约前1391年－约前1381年
- 河亶甲，约前1381年－约前1372年
- 祖乙，约前1372年－约前1353年
- 祖辛，约前1353年－约前1339年
- 沃甲，约前1339年－约前1334年
- 祖丁，约前1334年－约前1325年
- 南庚，约前1325年－约前1319年
- 阳甲，约前1319年－约前1315年
- 盘庚，约前1315年－约前1287年

- 古蜀：蠶叢、柏灌

## 欧洲

### 古希腊
雅典
- 潘狄翁一世，国王，前1437年－前1397年
- 埃瑞克修斯，国王，前1397年－前1347年
- 刻克洛普斯二世，国王，前1347年－前1317年
- 卡伊拉索斯，国王，前1317年－前1292年